# Medel (Svizzera)
Medel (, toponimo romancio; ufficialmente Medel/Lucmagn o Medel (Lucmagn), in tedesco Medels im Oberland, desueto, ufficiale fino al 1943) è un comune svizzero di 339 abitanti del Canton Grigioni, nella regione Surselva.

## Geografia fisica

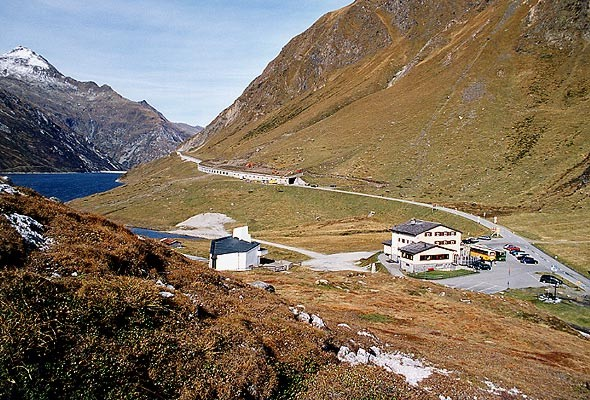
Il passo del Lucomagno con l'ospizio di Santa Maria

Il comune si trova nell'omonima valle, ai piedi del passo del Lucomagno.

## Storia

### Simboli
Blasonatura: in fondo argento (bianco) su cavallo nero San Martino, il quale divide il suo mantello rosso con il mendicante. San Martino è il santo patrono della chiesa parrocchiale ed era già raffigurato nel sigillo comunale.

## Monumenti e luoghi d'interesse
- Chiesa parrocchiale cattolica di San Martino in località Platta, attestata dal 1338[4];
- Cappella di San Nicolao in località Curaglia, eretta nel 1642[4][1];
- Ospizio di Santa Maria sul passo del Lucomagno, eretto nel 1374 e ampliato nel 1582 e nel 1928[4][5].

## Società

### Evoluzione demografica
L'evoluzione demografica è riportata nella seguente tabella:
Abitanti censiti

### Etnie e minoranze straniere
A fine 2004, su 480 abitanti 476 (99,17%) erano di cittadinanza svizzera.

### Lingue e dialetti
Nel 2000 il 93% della popolazione parlava la lingua romancia.

## Geografia antropica

### Frazioni
Le frazioni di Medel sono:
- Curaglia, sede comunale[1]
- Drual/Matergia
- Fuorns
- Mutschnengia
- Pardé
- Platta
- Sogn Gions
- Soliva